# Jasmin Moghbeli
Jasmin Moghbeli, född 24 juni 1983 i Bad Nauheim, Västtyskland, är en amerikansk astronaut, med iransk påbro. Hon valdes ut som NASA-astronaut 2017 och därefter påbörjade den tvååriga utbildningen. I januari 2020 tog hon examen, tillsammans med 13 andra, i NASA:s Astronaut Candidate Training Program, vilket officiellt gör henne behörig för rymdfärder, inklusive uppdrag till Internationella rymdstationen (ISS), Artemis-uppdrag till månen och uppdrag till Mars.
Den 26 augusti 2023 påbörjade hon sin första rymdfärd. Hon skötes upp till Internationella rymdstationen som befälhavare för NASA:s SpaceX Crew-7-uppdrag ombord på en SpaceX Crew Dragon-rymdfarkost den 26 augusti 2023 och dockade framgångsrikt den 27 augusti 2023.

## Utbildning
Jasmin Moghbeli gick på Baldwin Senior High School i Baldwin, New York. Hon har kandidatexamen i flyg- och rymdteknik från Massachusetts Institute of Technology (MIT) i Cambridge, Massachusetts och har masterexamen i flygteknik från Naval Postgraduate School i Monterey, Kalifornien. Hon är dessutom utexaminerad från U.S. Naval Test Pilot School vid Patuxent River, Maryland.
Hon är utbildad pilot för Cobra-helikopter och är testpilot inom USA:s marinkår. Hon har haft över 150 stridsuppdrag och 2 000 timmars flygtid i över 25 olika flygplan. Hon har varit utplacerad i krigszoner tre gånger och flög Cobra-helikopter i Afghanistan. I sin senaste tjänsteperiod inom marinen jobbade hon som testpilot för ny teknologi och flög i Arizona.

## Personliga livet
Jasmin Moghbeli föddes den 24 juni 1983 i Bad Nauheim, Västtyskland. Hon föddes i en iransk familj. Hennes far Kamy Moghbeli och hennes mor Fereshteh Moghbeli är från Teheran. De flydde undan den islamiska regimen till Västtyskland 1980. Fyra år senare, när Jasmin var ett år gammal, emigrerade familjen till USA. Hon växte upp i Baldwin, New York som hon betraktar som sin hemstad.
Hon kan prata persiska flytande och är stolt över sitt amerikanska och persiska arv och konstaterar: "När jag tänker tillbaka på det gångna året står jag här så stolt över mitt persiska arv men också otroligt stolt över att vara amerikan." Hon brukar fira nowruz.
Hon är gift med Sam Wald från San Antonio, Texas och de har två tvillingdöttrar tillsammans.

## Rymdfärder
- Expedition 69 / Expedition 70 / SpaceX Crew-7